# 斯卡尔纳菲吉
斯卡尔纳菲吉（義大利語：Scarnafigi），是意大利库内奥省的一个市镇。总面积30平方公里，人口2066人，人口密度68.9人/平方公里（2009年）。ISTAT代码为004217。